# Charles Tucker III
Charles "Trip" Tucker III is een personage uit de sciencefictionserie Star Trek: Enterprise. De rol werd vertolkt door Connor Trinneer. Tucker was de hoofdtechnicus (engineer) van het eerste sterrenschip met de naam Enterprise.

## Naam
De bijnaam van Tucker is "Trip", wat een verkorte vorm van "triple" is. Tucker is de derde persoon die de voornaam "Charles" kreeg; hij deelt die voornaam met zijn vader en grootvader.

## Biografie
Tucker werd geboren in 2121. Hij meldde zich in 2139 aan bij Starfleet, waar hij Jonathan Archer in 2143 ontmoette toen zij beiden aan een prototype werkten van een warp 2-ruimteschip. Na een crash met een NX-Beta werd het NX-warp-testprogramma op last van de Vulcans stopgezet. Om het ongelijk van deze beslissing te bewijzen, hielp hij Archer met een illegale vlucht om te bewijzen dat de mensen wel degelijk in staat waren om te reizen in warpsnelheden.
Archer werd kapitein van de USS Enterprise NX-01, het eerste sterrenschip dat de naam Enterprise droeg. Tucker werd aangesteld als hoofdtechnicus. Net als Archer stond ook Tucker kritisch tegenover Vulcans. Immers, zij hielden de ontwikkeling van ruimtevaartprogramma's tegen omdat zij de mensheid er nog niet klaar voor vonden. Desondanks sloot Tucker aan boord een hechte vriendschap met de Vulcan T'Pol. Hij kreeg een kortstondige relatie met haar.

## Ontvangst
Tucker werd door verschillende media op basis van uiteenlopende criteria opgenomen in lijsten van bijzonderste personages in de Star Trek-franchise.
| Medium      | Lijst                                                                    | Plaats |
| ----------- | ------------------------------------------------------------------------ | ------ |
| IGN         | Top 25 Star Trek Characters                                              | #21    |
| Screen Rant | Star Trek: Enterprise: 5 Most Likeable Characters (& 5 Fans Can't Stand) | #4     |
| The Wrap    | ‘Star Trek': All 39 Classic TV Main Characters Ranked                    | #16    |
| Wired       | Star Trek's 100 Most Important Crew Members                              | #23    |